# إبراهيم الصولة
إبراهيم ناصر إبراهيم الصولة (1935- 4 أكتوبر 2016)؛ ملحن وباحث موسيقي كويتي من مواليد 1935 يعتبر من مؤسسين الفن الموسيقي الكويتي.

## عنه
ولد في حي القبلة (جبلة). نشأ في عائلة فنية ومحبة للسامري مما كان له الأثر الكبير في إبداع الفنان إبراهيم الصولة. حاصل على الدبلوم العالي في الآلات الموسيقية من المعهد العالي للموسيقى العربية في القاهرة.

## أعماله
عمل في بداياته الفنية في المركز الثقافي العمالي 1960 وثم في مركز رعاية الفنون الشعبية 1961. وعمل مشرفاً في أستديو إذاعة الكويت وعين رئيساً لقسم الموسيقى 1981.
كانت أول أغنية مسجلة له أغنية يا رسول الزين من كلمات الفنان بدر بورسلي ولحن وغناء الفنان سعود الراشد، وأول لحن سامري له كان لأغنية سلمولي غناء الفنان غريد الشاطئ.
كما قدم العديد من الأعمال الفنية لكبار الفنانيين، ويعد النشيد الكويتي الوطني ابرز لحن قدمه في طوال مسيرته الفنية.

## وفاته
توفي في مستشفى مبارك الكبير في الكويت، صباح يوم الثلاثاء الموافق 4 أكتوبر 2016، عن عمر ناهز 81 عاماً، وذلك بعد صراع مع المرض.

## روابط خارجية
- إبراهيم الصولة على موقع ميوزك برينز (الإنجليزية)
- إبراهيم الصولة على موقع ديسكوغز (الإنجليزية)